# يعرة (مأرب)
يعره هي إحدى قرى الجمهورية اليمنية. تتبع جغرافيا لمحافظة مأرب و إداريًا لمديرية الجوبة. يبلغ تعداد سكانها 1211 نسمة حسب الإحصاء الذي أجري عام 2004.